# Bukovik
Bukovik es un pueblo ubicado en la municipalidad de Nova Varoš, en el distrito de Zlatibor, Serbia.

## Superficie
Posee una superficie de 23,87 kilómetros cuadrados.

## Demografía
Hasta 2011 la población era de 239 habitantes, con una densidad de población de 10,01 habitantes por kilómetro cuadrado.